# فاتح اكين
فاتح اكين (بالألمانية: Fatih Akin)‏ (من مواليد 23 أغسطس 1973) وهو مخرج سينمائي وممثل وكاتب سيناريو ومنتج أفلام من ألمانيا. ولد في هامبورغ.

## أعماله
- سولينو (الإخراج).

## جوائز
حصل على جوائز منها:
(Golden Globe (2018 غولدين غلوب
- صليب وسام الاستحقاق من جمهورية ألمانيا الاتحادية (2001).

## روابط خارجية
- فاتح اكين على موقع IMDb (الإنجليزية)
- فاتح اكين على موقع روتن توميتوز (الإنجليزية)
- فاتح اكين على موقع مونزينجر (الألمانية)
- فاتح اكين على موقع قاعدة بيانات الأفلام العربية
- فاتح اكين على موقع ألو سيني (الفرنسية)
- فاتح اكين على موقع أول موفي (الإنجليزية)
- فاتح اكين على موقع قاعدة بيانات الأفلام السويدية (السويدية)
- فاتح اكين على موقع ديسكوغز (الإنجليزية)
- فاتح اكين على موقع قاعدة بيانات الفيلم (الإنجليزية)
- فاتح اكين على موقع كينوبويسك (الروسية)